# Beaumontia macrantha
Beaumontia macrantha là một loài thực vật có hoa trong họ La bố ma. Loài này được (Ridl.) Rudjiman mô tả khoa học đầu tiên năm 1982.